# Samirə Əfəndiyeva
Samirə Azər qızı Əfəndiyeva, auch Efendi (eigentlich Samira Efendiyeva; * 17. April 1991 in Baku), ist eine aserbaidschanische Sängerin. Sie hat ihr Land beim Eurovision Song Contest 2021 vertreten.

## Leben und Karriere
Efendi wurde 1991 in der aserbaidschanischen Hauptstadt Baku geboren und entstammt einer Militärfamilie. Sie begeisterte sich früh für Musik und wurde bereits mit drei Jahren Solistin bei der Bakuer Kinderphilharmonie. Sie besuchte eine Musikschule, wo sie das Klavierspielen erlernte. 2006 nahm sie ihr Studium am Konservatorium Asəf Zeynallı auf, der führenden Musikschule Bakus.
2009 nahm Efendi erstmals am Gesangswettbewerb Yeni Ulduz 09 teil. Bei der aserbaidschanischen Version von The Voice, Səs Azərbaycan, nahm sie in der Staffel 2015/16 den dritten Platz im Finale ein. Beim internationalen Gesangswettbewerb Silk Way Star erreichte sie 2017 ebenfalls den dritten Platz. Außerdem vertrat sie Aserbaidschan 2019 beim Gesangsfestival Voice of Nur-Sultan in Kasachstan.
Efendi versuchte mehrfach, ihr Land beim Eurovision Song Contest zu vertreten. 2020 setzte sie sich gegen vier Mitbewerber durch und wurde ausgewählt, Aserbaidschan beim Eurovision Song Contest 2020 in Rotterdam zu vertreten, wo sie mit dem Lied Cleopatra im ersten Halbfinale am 12. Mai antreten sollte. Wegen der COVID-19-Pandemie wurde der ESC 2020 jedoch abgesagt, wodurch sie stattdessen bei der Veranstaltung 2021 antrat. Ihr Lied für den Eurovision Song Contest 2021, Mata Hari, wurde am 15. März 2021 veröffentlicht. Im Finale erreichte sie den 20. Platz.

## Diskografie

### EPs
- 2018: Toca Me

### Singles
- 2018: Фальшивая Любовь
- 2019: Yarımın Yarı
- 2019: Sən Gələndə
- 2019: Yolayrıcı
- 2020: Cleopatra
- 2020: Киноплёнка
- 2021: Mata Hari
- 2021: Damlalar
- 2022: Being A Woman
- 2022: Efendi (mit MadTeen)
- 2023: Doğma Diyarım
- 2023: De Varmı
- 2023: Mi Momento
- 2024: Sev Məni
- 2024: Ay Sevgilim
- 2024: Dance
- 2024: Tək-Tək